# SeaWorld Orlando
SeaWorld Orlando (ou SeaWorld Florida como é conhecido) é um parque temático e zoológico baseado principalmente na vida marinha, localizado perto de Orlando, Flórida. O parque pertence e é operado pela SeaWorld Parks & Entertainment, uma subsidiária da The Blackstone Group. Junto com Discovery Cove e o parque aquático Aquatica forma o maior complexo de entretenimento da vida aquática do planeta.
Em 2010, SeaWorld Orlando recebeu uma estimativa de 5,1 milhões de visitantes, classificando-o como o parque de diversões nono mais visitado nos Estados Unidos. No entanto, os proprietários do SeaWorld têm desafiado os valores estimados no passado, em 2007, a estimativa era de 5,8 milhões convidados, enquanto os dados internos do parque, normalmente não divulgados ao público, estavam mais próximos a 6,2 milhões de visitantes.

## Parque temático e design
Diferentemente dos outros parques, o SeaWorld Orlando não é totalmente dividido e dedicado a "terras temáticas". Há atrações individuais e algumas áreas temáticas incluindo:

### Entrada Principal
A entrada principal é inspirada na Flórida, incluindo um paisagismo baseado no tropicalismo da região, há também um "pequeno lago" de água doce artificial, onde se encontra o farol com desenhos de baleias assassinas representando a Shamu, símbolo do parque.

### Key West no SeaWorld
Key West no SeaWorld é projetado para imitar a cidade de Key West na Flórida, com arquitetura e paisagismo baseado na área remanescente. Nesta parte do parque incluem exposição de animais como arraia nariz-de-touro, arraia sul-americana, tartaruga-verde, tartaruga-de-pente, tartaruga-comum, golfinho-comum, flamingo-comum, peixe-boi-marinho e jacaré-americano. Alguns locais como a área dos golfinhos dão a oportunidade dos visitantes alimentarem os animais.

### Shamu's Happy Harbor
É uma área localizada perto do Shamu Stadium e tem seis atrações para a família (incluindo o Shamu Express, uma "montanha-russa júnior", uma rede de escalada e uma área de jogos na água.

### The Waterfront no SeaWorld
É uma área que se assemelha aos vilarejos do mar Mediterrâneo com lojas e restaurantes.

### Wild Artic
Em português conhecido como ártico selvagem, é uma área do parque que inclui um simulador de movimento ou filme, seguido de uma exposição de animais que inclui ursos polares, baleias beluga e morsas-do-pacífico.
Durante o Natal, o Wild Artic do SeaWorld Orlando se transforma no Expresso Polar, baseado no filme da Warner Bros de mesmo nome. Os visitantes são convidados e "viajar" pelo Expresso Polar para o Pólo Norte onde o Papai Noel  os espera para saudá-los em frente a um imponente presépio de Natal.

## Atrações
O parque possui um enorme leque de espetáculos ao vivo e atrações desde passeios até exposição de animais.

### Entretenimento ao vivo
O parque abriga uma série de shows ao vivo com muitos animais treinados. Durante os períodos de pico (como o verão, por exemplo), o parque oferece shows sazonais, além de performances regulares diariamente.
- Shamu Stadium: É um enorme tanque de 26.495.000 litros d'água e o lar das orcas do parque conhecidas pelo nome artístico de Shamu. O show principal é o One Ocean seguido do Shamu Rocks durante as temporadas mais movimentas como as férias e o Shamu Christmas Miracles durante o feriado de Natal.
- Whale and Dolphin Stadium: É um estádio que abriga golfinhos, falsa-orca, Araras e até um condor andino no Blue Horizons, também são adicionados acrobatas e mergulhadores.
- The Sea Lion and Otter Stadium: Hospeda leõs-marinhos-da-california, ocorre também a atração cômica "Clyde and Seamore Take Pirate Island". Durante o Natal também ocorrem shows especiais.
- Bayside Stadium: Anteriormente abrigava shows de esqui aquático na lagoa central do parque. Hoje é utilizado para vários tipos de shows e atrações especiais, também é área oficial de visualização do show de fogos de artifício chamado Reflections.
- The Nautilus Theatre: É o local que abriga o A'lure, um show acrobático no estilo do Cirque du Soleil.
- Seafire Inn: É tanto um restaurante quanto um teatro. Abriga o Makahiki Luau, um festival polinésio onde são apresentadas comidas típicas, danças com fogo, cânticos e músicas da ilha. No verão, abriga um show onde são mostrados diversos animais exóticos acompanhados de seus treinadores.

### Exibições Animais
- Shark Encounter: É um túnel subaquático com uma enorme variedade de tubarões, raias e peixes venenosos. No Sharks Underwater Grill, os visitantes podem jantar e observar a vida marinha no tanque principal.
- Pacific Point Preserve: É o lar de vários leões-marinhos e focas.
- Dolphin Cove: É um tanque ao ar livre onde os visitantes podem alimentar golfinhos.
- Turtle Point: É o local onde ficam abrigadas diversas tartarugas resgatadas em um tanque raso com uma praia artificial.
- Manatee Rescue¹: É a casa de alguns peixes-bois resgatados, o local também abriga alguns jacarés.
- Stingray Lagoon: É um local onde os visitantes podem tocar as arraias.
- Dolphin Nursery: É um local que abriga filhotes de golfinhos recém-nascidos.
- Flamingo Pond: Local onde ocorre a exibição de flamingos.

Obs¹: O Manatee Rescue será transformado em outra atração chamada TurtleTrek, no entanto nenhuma alteração ainda não ocorreu.

### Outras atrações
- Kraken: É uma montanha russa besada no monstro marinho Kraken.
- Journey to Atlantis: Em português, Jornada para Atlantida, é um passeio de barco com elementos de montanha russa baseado na mítica Atlântida.
- Shamu Express: É uma atração familiar, mais precisamente uma "montanha russa júnior", baseada na Shamu.
- Sky Tower: É uma torre de observação rotativa com 400 metros de altura, construída em 1973.
- Sea Carousel: É um carrossel com caricaturas de mamíferos marinhos e peixes.
- Jazzy Jellies: É um passeio de balão com estilo torre que levanta e gira.
- Fishies Swishy: (?)
- Ocean Commotion: (?)
- The Flying Fiddler: Um brinquedo tipo queda-livre.
- Net Climb: (?)

### Galeria

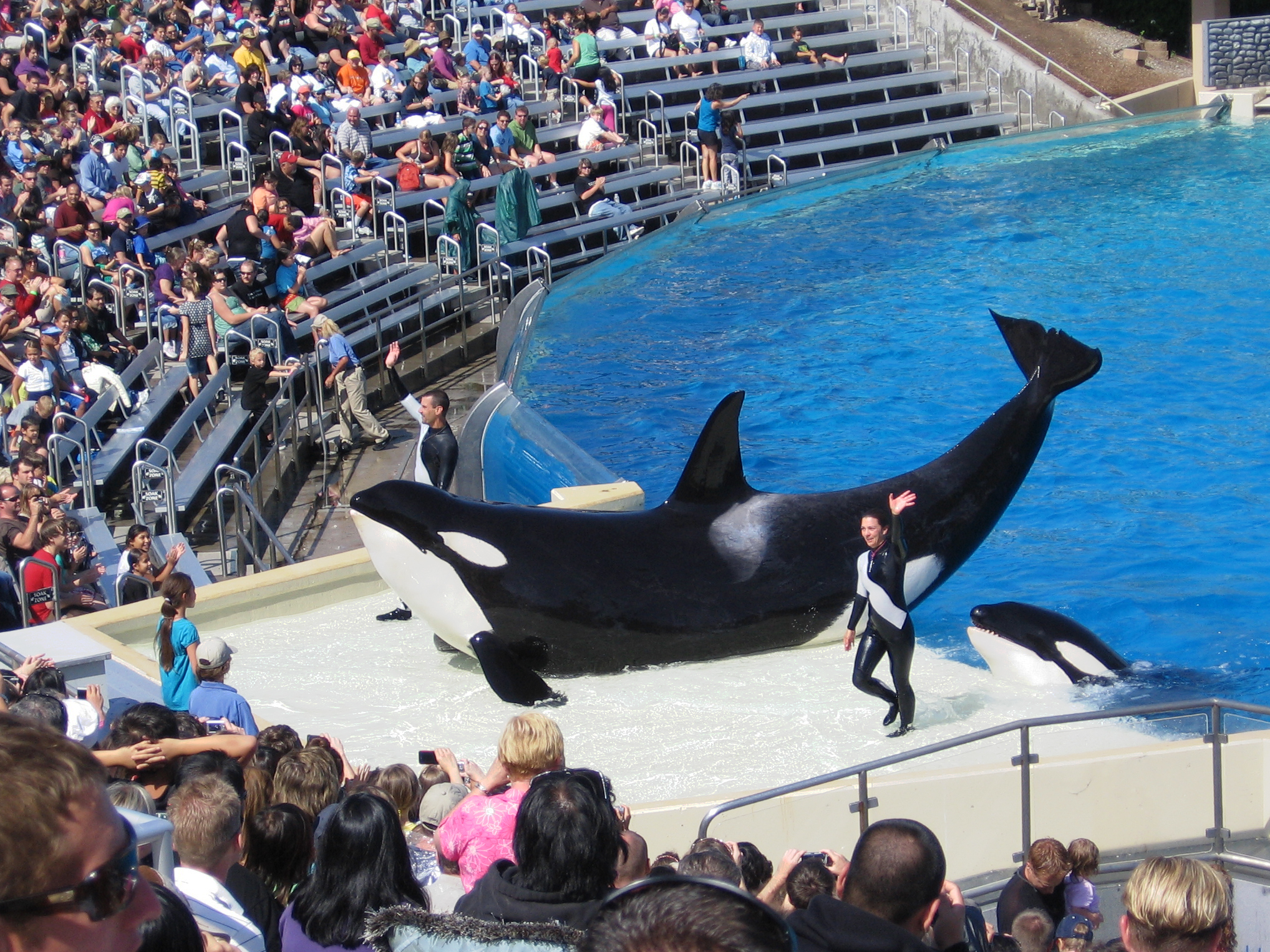
Show de orcas
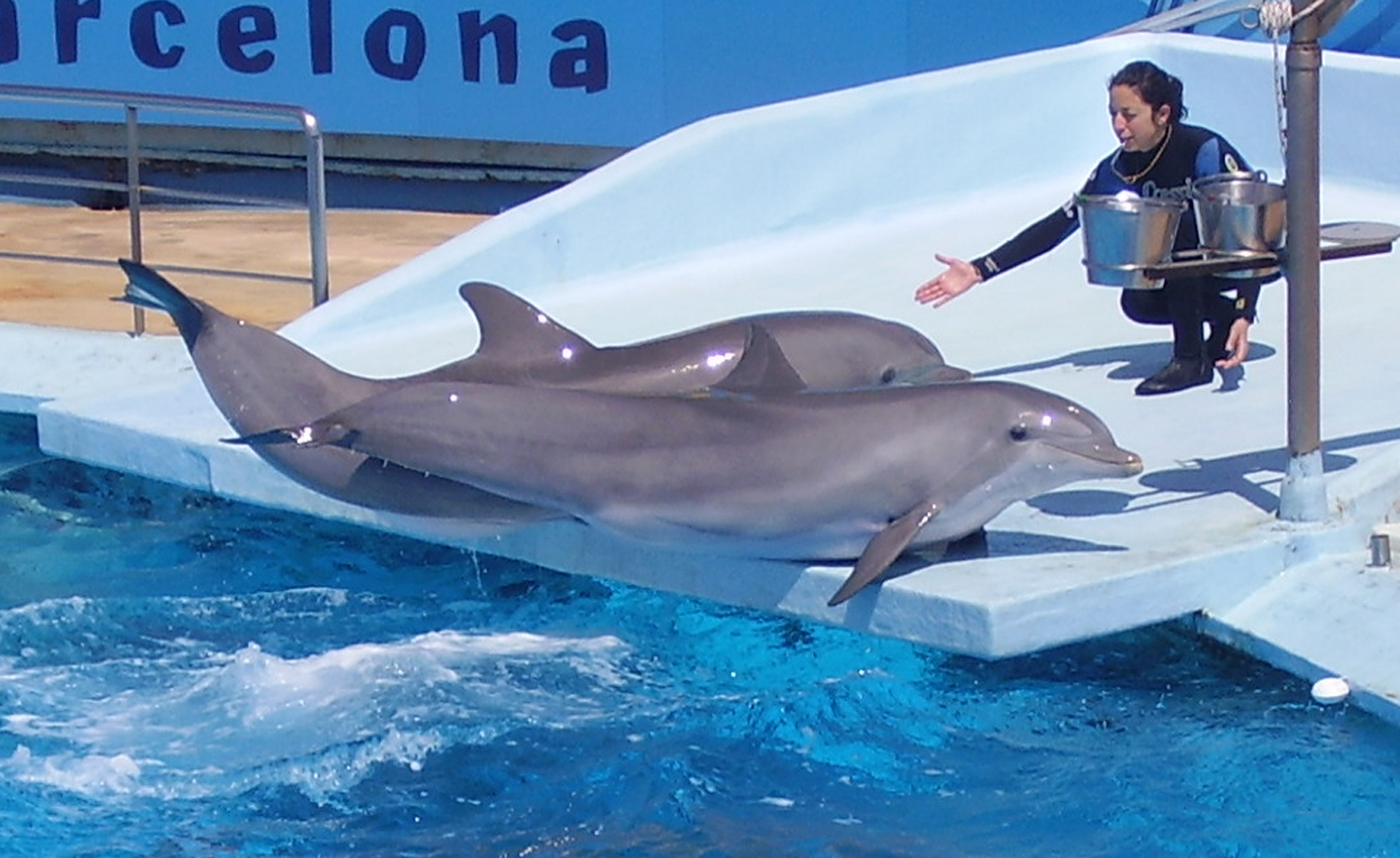
Show dos golfinhos
Personagens Disney Personagens Disney

## Inventário animal

### Baleias Beluga
Existe um casal de Baleias Belugas e ficam localizadas no Wild Artic.
- Machos: Naluark
- Fêmeas: Whisper

### Baleias-piloto
Existem quatro baleias-piloto no parque.
Shamu Stadium
- Machos: Ace
- Fêmeas: Fredi, Ava, Piper

### Golfinhos
São cinquenta e dois golfinhos distribuídos em três habitats.
Whale & Dolphin Stadium
- Machos: Starbuck, Phil, Clyde, Bubba, Baretta, Alejandro, Tyler, Hutch, Marble, Diego, Oscar, Tiger, Jag, Neo, Scott, Potter, Jackson and Roka.

Dolphin Cove
- Machos: C.J. Rascal, Alpha e Dexter.
- Fêmeas: Jenever, Tasha, Griffith, Calla, Naia, Sasha, Sparrow and Tink.

Dolphin Nursery
- Machos: Nigel e Archer
- Fêmeas: Ariel, Dash, Yar, Damara, Haley, Delilah and Storm.

### Morsas-do-pacífico
Existem quatro morsas divididas em dois estádios.
Sea Lion & Otter Stadium
- Machos: Bruiser
- Fêmeas: Slowpoke

Wild Artic
- Machos: Garfield
- Fêmeas: Kaboodle
- Desconhecido: Filhote da Kaboodle and Garfield

### Orcas
Existem  5 orcas vivendo no parque, todas no Shamu Stadium.
- Machos: Trua e Makaio
- Fêmeas: katina, Malia e Nalani

## Incidentes
- No dia 6 de julho de 1999, um homem de 27 anos foi encontrado dentro da piscina da baleia Tilikum. O homem, que havia visitado o parque no dia anterior, permaneceu após o fechamento dos portões, invadiu a área de segurança e entrou no tanque da orca. A causa da morte foi dada como hipotermia.[1]

- No dia 24 de fevereiro de 2010, uma treinadora com 16 anos de experiência morreu em um incidente envolvendo a baleia Tilikum. Após o show, enquanto tratava da baleia, a treinadora foi puxada pelo braço para o fundo da piscina.[2] A partir de 27 de fevereiro, o parque adotou melhores medidas de segurança para os treinadores, além de não expô-los a shows em que interajam com as baleias dentro d´água.[3]

- No dia 21 de novembro de 2012, uma garota de oito anos levou uma mordida de um golfinho em uma das atrações que permitem que o público interaja com os animais. A garota segurava uma bandeja com peixes, quando o golfinho a mordeu. A vítima levou alguns pontos e necessitou de cuidados médicos.[4]